# Dani Chigou
Dani Chigou (* 5. července 1983 Douala, Kamerun) je bývalý kamerunský fotbalista, který naposledy hrál za FK Dukla Praha.

## Klubové statistiky
Aktuální k 8. červnu 2012
| Sezona  | Klub                        | Země     | Soutěž   | Zápasy | Góly |
| ------- | --------------------------- | -------- | -------- | ------ | ---- |
| 2000/01 | Fovu Club de Baham          | Kamerun  | 1. liga  | 0      | 0    |
| 2001/02 | Ternana Calcio              | Itálie   | Serie B  | 2      | 0    |
| 2002/03 | Fidelis Andria              | Itálie   | Serie C2 | 25     | 3    |
| 2003/04 | AC Legnano                  | Itálie   | Serie C2 | 19     | 1    |
|         | Paternò Calcio              | Itálie   | Serie C1 | 14     | 5    |
| 2004/05 | SS Virtus Lanciano          | Itálie   | Serie C1 | 8      | 0    |
|         | US Sanremese Calcio 1904    | Itálie   | Serie C2 | 14     | 2    |
| 2005/06 | Giugliano Calcio            | Itálie   | Serie C2 | 32     | 11   |
| 2006/07 | Giugliano Calcio            | Itálie   | Serie C2 | 14     | 10   |
|         | Nuorese Calcio              | Itálie   | Serie C2 | 11     | 1    |
| 2007/08 | FC Farul Constanța          | Rumunsko | Liga I   | 11     | 2    |
|         | Debreceni VSC               | Maďarsko | 1. liga  | 1      | 0    |
| 2008/09 | FK Dukla Praha              | Česko    | 2. liga  | 10     | 4    |
| 2009/10 | FK Dukla Praha              | Česko    | 2. liga  | 26     | 14   |
| 2010/11 | FK Dukla Praha              | Česko    | 2. liga  | 26     | 19   |
| 2011/12 | FK Volgar-Gazprom Astrachaň | Rusko    | 2. liga  | 2      | 0    |
|         | FC Zbrojovka Brno           | Česko    | 2. liga  | 12     | 3    |
|         | celkem                      |          |          | 205    | 75   |

## Úspěchy

### Klubové
FK Dukla Praha
- 1× vítěz 2. české fotbalové ligy (2010/11)

### Individuální ocenění
- 2× nejlepší střelec 2. české fotbalové ligy
  - (2009/10 – 14 gólů, společně s Pavlem Černým a Karlem Kroupou)[1]
  - (2010/11 – 19 gólů)